# Hans Rost (Journalist)
Hans Rost (* 25. Juni 1877 in Bamberg; † 18. April 1970 in Westheim) war ein deutscher Journalist und Suizidforscher.
Der studierte Germanist und Staatswissenschaftler widmete sich als Augsburger Lokalredakteur, aber auch darüber hinaus vielen sozialen Themen mit persönlicher Verantwortung. Öffentlich setzte er sich etwa gegen Wohnungsnot und studentische Mensuren sowie für uneheliche Mütter, kinderreiche Familien und caritative Initiativen ein. Als streitbarer Katholik veröffentlichte er 1932 die Schrift „Christus – nicht Hitler“, die ihm 1933 einige Wochen Schutzhaft eintrug. Von 1933 bis 1940 (Jahrgänge 1–7, mehr nicht erschienen) war Hans Rost Herausgeber von Sankt Wiborada. Ein Jahrbuch für Bücherfreunde.
Seit etwa 1910 sammelte Rost Texte aller Art über den Suizid, von philosophischen und religiösen Schriften über Zeitungsartikel bis hin zu statistischen Berichten. Neben vier eigenen Büchern zum Thema veröffentlichte er 1927 eine „Bibliographie des Selbstmordes“ mit rund 5000 der von ihm nachgewiesenen Titel. Sie verzeichnet Literatur zur Technik der Selbsttötung, zu Doppel-, Familien- und Massensuizid, zur „Bestrafung“ von Selbstmördern, zum sogenannten Werther-Effekt und zum Suizid bei Soldaten und Tieren. Allein zum Thema „Euthanasie“ nennt die Bibliographie 100 Werke.
Zahlreiche Bücher und Aufsätze hat Rost auch persönlich gesammelt. Sein Nachlass bildet die sogenannte „Selbstmord-“ oder „Suizid-Bibliothek“, die heute zum Bestand der Staats- und Stadtbibliothek Augsburg gehört.
Seine bibliographische und publizistische Tätigkeit macht Rost zu einem Pionier der Suizidologie. Die Deutsche Gesellschaft für Suizidprävention (DGS) hat ihren Forschungspreis nach ihm benannt.
Rost war seit 1897 Mitglied der katholischen Studentenverbindung KDStV Markomannia Würzburg.